# Polizia provinciale
Polizia provinciale är de länsvist organiserade provinspoliskårer som finns i Italien. 

## Tillkomst
Provinspolisen lyder under den sekundärkommunala provinsförvaltningen, motsvarigheten till de svenska landstingskommunerna och har befogenheter över hela provinsens territorium. De grundläggande befogenheterna är begränsade till de ansvarsområden som delegerats från staten till provinsen. Dessutom utgör provinspolisen även jaktpolis. Provinspolisorganisationen började byggas upp i början på 1990-talet då de provinsiella jaktpoliserna, Guardie Venatorie, omvandlades till moderna miljö- och förvaltningspoliser. Normalt brukar det finnas 10-30 anställda i en provinspoliskår.

## Uppdrag
- Förvaltningspolis för de områden där tillstånd utfärdas av provinsmyndigheten:
  - Transporter
  - Körskolor
  - Biluthyrning
  - Segelskolor
  - Industriella reningsverk
  - Bivägar
  - Turism
  - Hotellanläggningar
- Jakt- och fiskepolis, inklusive kontroll av svampplockning.
- Miljöpolis
- Trafikpolis
- Kriminalpolis inom ovannämnda ansvarsområden.
- Provinspolisen ingår också i det italienska civilförsvarssystemet.

## Exempel på organisation
Provinspolisen i Grosseto är indelad i tre poliszoner och har följande personal.
- Poliser
  - 1 chef
  - 1 övervakningschef
  - 6 polisinspektörer
  - 12 polisassistenter

- Civilanställda
  - 1 arbetsledare
  - 5 administrativa assistenter
  - 3 bilförare